# Монтуа-ла-Монтань
Монтуа-ла-Монтань (фр. Montois-la-Montagne) — коммуна на северо-востоке Франции, регион Гранд-Эст (бывший Эльзас — Шампань — Арденны — Лотарингия), департамент Мозель. Входит в кантон Маранж-Сильванж.

## Географическое положение

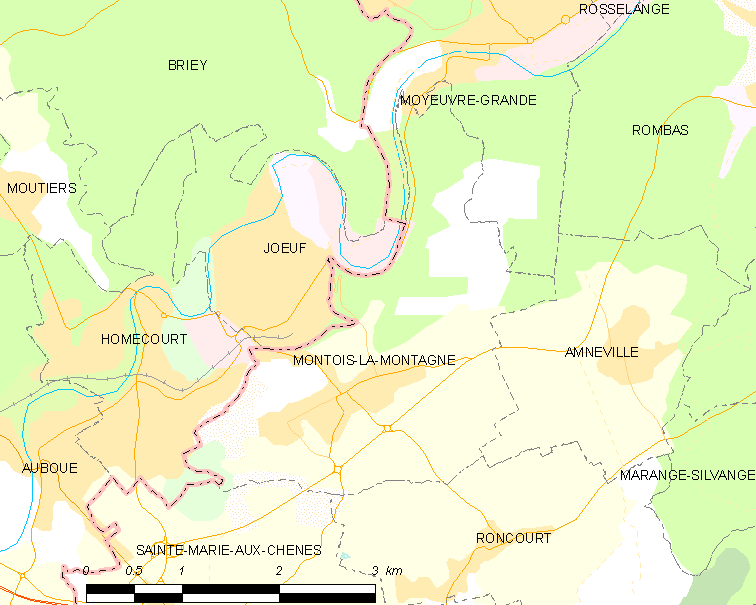
Монтуа-ла-Монтань на карте Франции.

Монтуа-ла-Монтань расположен в 280 км к востоку от Парижа и в 11 км к северо-западу от Меца.

## История
- В местечке Ле Отбуа (« le Hautbois ») были обнаружены артефакты эпохи неолита.
- Следы многочисленных римских дорог, древнеримской виллы (4 век), нескольких некрополей.
- Поселение 11 века относилось к аббатству Сен-Пьермон.
- В 1266 году окрестности были опустошены бывшей провинцией Люксембург.
- В 1636 году деревня была разрушена в ходе Тридцатилетней войны.
- После поражения Франции во франко-прусской войне 1870—1871 годов вместе с Эльзасом и департаментом Мозель был передан Германии по Франкфуртскому миру и был частью Германии до 1918 года, когда по Версальскому договору вновь перешёл к Франции.

## Демография
По переписи 2011 года в коммуне проживало 2 372 человека.

## Достопримечательности

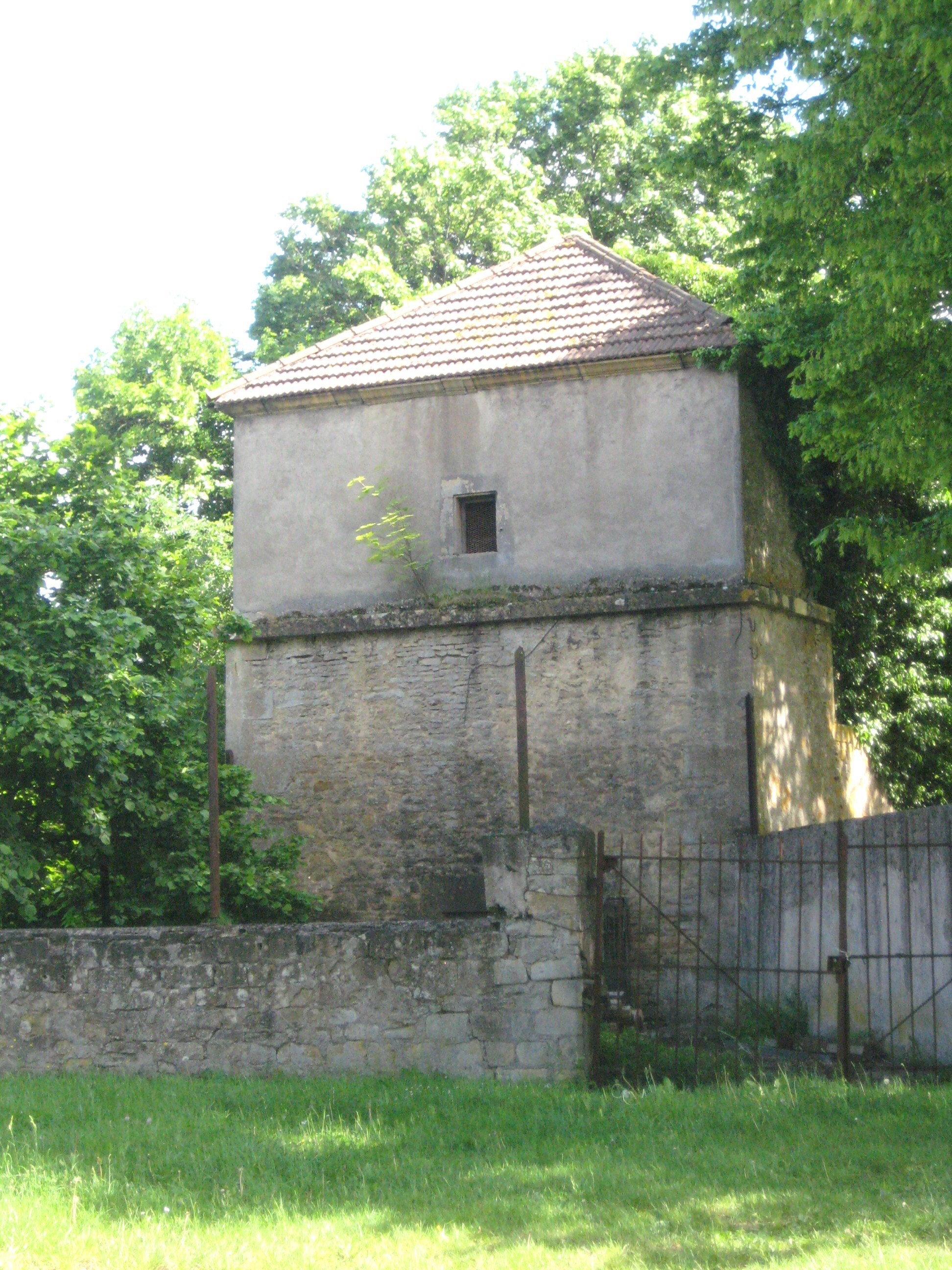
Башня бывшего замка.

- Руины бывшего замка, сооружён в 1589 году, разрушен в 1950 году.
- Бывшая церковь Сен-Николя, построена в 1842 году, закрыта.
- Новая церковь Сен-Николя.